# Kinship
Kinship est une pièce de théâtre de l'Américaine Carey Perloff (en), mise en scène par Dominique Borg au Théâtre de Paris en 2014.

## Résumé
Une éditrice tombe amoureuse du fils de sa meilleure amie.

## Fiche technique
- Mise en scène : Dominique Borg
- Assistant mise en scène : Marcello Scuderi
- Dramaturgie : Franck Joucla Castillo
- Direction artistique : Isabelle Adjani
- Dispositif scénique : Barnabé Nuytten
- Création vidéo : Olivier Roset
- Musique : Olivier Schultheis
- Costumes : Dominique Borg
- Création lumières : Dominique Bruguière
- Illustrations sonores : François Peyrony
- Date de première représentation : 4 novembre 2014
- Lieu de la première : Théâtre de Paris
- Date de dernière représentation : 11 janvier 2015

## Distribution originale
- Isabelle Adjani : Elle
- Vittoria Scognamiglio : L’Amie / La Mère
- Niels Schneider : Lui
- Blandine Laignel : Danseuse

A trois semaines des représentations, l'actrice espagnole Carmen Maura et le metteur en scène Julien Collet-Vlaneck quittent le projet et sont respectivement remplacés par Vittoria Scognamiglio  et Dominique Borg.

## Réception critique
La pièce reçoit un accueil mitigé. Les performances des acteurs sont saluées. Isabelle Adjani revient sur le devant de la scène dans un des rôles qu'elle chérit le plus, celui d'une grande amoureuse. Cependant le texte ne séduit pas et ne semble pas à la hauteur du talent des comédiens malgré la mise en scène épurée et esthétisante de Dominique Borg,,.